# Jack Bernstein
Jack Bernstein (* 5. November 1899 in New York City, New York als John Dodick; † 26. Dezember 1945 in Yonkers, New York) war ein US-amerikanischer Boxer jüdischer Herkunft.
Der Linksausleger gewann seine ersten neun Kämpfe. Am 30. Mai 1923 boxte er gegen Johnny Dundee um den universellen Weltmeistergürtel im Superfedergewicht und siegte über 15 Runden durch einstimmigen Beschluss. Diesen Titel verlor er im Rückkampf im Dezember desselben Jahres an Dundee durch geteilte Punktrichterentscheidung.
Im Jahr 2000 wurde Bernstein in die International Jewish Sports Hall of Fame aufgenommen.

## Frühe Lebensjahre und Karriere
John Dodick wurde am 5. Dezember 1899 in New York als zweites von sieben Kindern geboren. Er war gezwungen, die Grundschule zu verlassen, um seinem Vater, einem Obsthändler, zu helfen, ihre große Familie zu unterstützen. K. O. Brown, ein führender Leichtathlet, war angeblich sein erster Mentor im Boys Club, an dem er teilnahm, und ermutigte ihn ständig. Einer Quelle zufolge war Dodicks dritter Kampf mit der künftigen Leichtgewichtslegende Benny Leonard in einer Entscheidung, die keine sechs Runden lang war. Dodick debütierte im Alter von nur fünfzehn Jahren in den New Yorker Kampfclubs unter dem Namen „Young Kiddy“.
Während er an der mexikanischen Grenze stationiert war, nachdem er während des Ersten Weltkriegs der Armee beigetreten war, besiegte er Nick Gundy, den mexikanischen Champion, in einem harten 20-Runden-Match in El Paso. Als Sieger erhielt er den Titel Featherweight Border Champion. Als Dodick in sein neues Zuhause in Yonkers zurückkehrte, kämpfte er weiter in lokalen Clubs, aber entmutigte sich, eine Weile aufzuhören, um einen Lastwagen zu fahren. Ein neuer Manager, Drogist Lou Hirsch, nahm Dodick auf, gab ihm den Namen Jack Bernstein, mit dem Nachnamen der ehemaligen lokalen Legende, der jüdischen Federgewicht Anwärter, Joe Bernstein.